# Luna 4
Luna 4 (rusky Луна-4) byla první sovětskou sondou „druhé generace“ z programu Luna, která měla měkce v roce 1963 přistát na Měsíci.

## Popis sondy
Oproti sondám první generace (Luna 1-3) byla vybavena systémy na korekce a snížení rychlosti letu. Vlastní hmotnost byla 1422 kg.

## Průběh letu
Po startu 2. dubna 1963 z Bajkonuru za pomoci rakety Molnija byla nejprve vynesena na nízkou oběžnou dráhu Země (167–182 km) a poté vyslána k Měsíci. Luna 4 měla přistát na měsíčním povrchu, ale kvůli chybě v navigaci minula Měsíc 5. dubna o 8 336,2 km. Sonda vysílala signál na frekvenci 183,6 MHz minimálně do 14. dubna 1963. Po průletu kolem Měsíce se dostala na eliptickou oběžnou dráhu kolem Země zhruba 90 000 - 700 000 km, vlivem gravitačních sil se z ní později stala umělá družice Slunce. Není mezi pozorovatelnými objekty.